# Боки (хавајски поглавица)
Боки (понекад Поки, рођен као Камаулеуле) (1785. - око децембра 1829) био је врховни поглавица у древној хавајској традицији и служио је Краљевини Хаваја као краљевски гувернер острва Оаху. Боки је водио трговачки и бродарски посао и подстицао Хавајце да сакупљају сандаловину за трговину.

## Младост
Боки је био син Кекуаманохе и Камакахукилани. Његов отац је био поглавица Мауи и унук Кекаулике, краљице Мауи. Био је млађи брат Вилијама Пита Каланимоку, али се причало да је син Кахекили II. Његово првобитно име било је Камаулеуле („Онај ко се онесвести"), а надимак му је произашао из варијације „Шеф", имена омиљеног пса Камехамеха I, што је у то време било врло често име за псе на Хавајима.

## Краљевски гувернер
Боки је именован за краљевског гувернера острва Оаху и поглавица Вајанае Дистрикта код краља Камехамеха I, а наставио у свом послу код краља Камехамеха II.
Боки и његова супруга краљица Куини Лилиха (1802—1839) предводили су чланове делегације у Енглеској у пратњи краљ Камехамеха II и краљице Камамалу 1824. године. Након што су монарси умрли од морбили током боравка у енглеској, Боки и његова супруга вратили су се на Хаваје са адмиралом Џорџ Гордон капетан брода на британској фрегати ХМС Блонде, која је превозила посмртна тела покојног краља и краљице. На путу се бродм зауставио се у Бразилу и набавио неколико стабала кафе Арабика, које је Боки дао бившем насељенику из Западне Индије и пољопривреднику Џону Вилкинсону, да их засади на гувернеревој земљи у месту Оаху. Долина Маноа. Вилкинсон никада није успео да узгоји сој кафе Арабика за комерцијалну производњу. Такође је увезао јужноамеричке ћурке на Хаваје и Ротума, заједно са хавајском транслитерацијом на Португалском назива за ћурке, перус (пелеху на Хавајском, переху на Ротумаском).
Охрабрен путовањем, Боки је покушао да тргује славом коју је стекао. Преселио је кућу у дрвеном оквиру у унутрашњост и отворио радњу и гостионицу звану Хотел Блонде. За локалне Мисионаре постао је непопуларни због продаје алкохола. Напунио је свој бар јефтиним, али лошим вином и рекао да је довољно добар за посету морнара. Као и други његови пословни подухвати, то њему самом није било исплативо, али можда запосленима јесте. Један од њих је 1830-их положио право на зграду и назвао је „Кућа Боки“.

## Католичанство
Боки је пристао на разбијање капуа (древног система строгих правила) 1819. године и прихватио протестантске мисионаре који су стигли 1820. године. Крштен је као католик, заједно са својим братом Каланимокуом, претходне године на француском броду Лоуиса Фреициента. Иако је био један од првих поглавица који се крстио, када се оженио Лилихом, одбио је да се венча у цркви, упркос обраћању у хришћанство, било је познато по уживању у „грешним“ и „неморалним“ посластицама, попут пијења околехао (ликер од ти корена).
Краљица регент Каахуману је под утицајем протестантских мисионара у Хонолулу крштена је у скупштинској цркви. Слушајући савете својих конгрегационистичких министара, Каахуману је утицала на краља Камехамеха III да забрани Римокатоличкој цркви приступ острвима. Боки и Лилиха били су стална претња за дечака-краља Камехамеха III, када је Каахуману сазнала да је међу првим поглавицама који су прешли у Хавајску католичку цркву то ју је наљутило, јер је желела да све поглавице прихвате протестантизам, пример за који се надала да ће је следити сви Хавајци. Растрган у сукобљеним смеровима, млади краљ се под утицајем Бокија окренуо алкохолу у ономе што је приказивано као јасно одбацивање хришћанских моралних мерила.

## Сандалово дрво
Након што су престала ограничења за трговину сандаловином које је поставио Камехамеха I, Боки се уживио у посао. Обогатио се, као и многи други поглавари, али неразумевање поглавара финансијских концепата довело је до тога да се дубоко задужио до 1829. Када је стигла вест да су Нови Хебриди, далека група острва јужног Пацифика, били пошумљени сандаловином сакупио је флоту од два брода и испловио. Познато је да је 1827. године стигао до Ротума и Ероманго. Међутим, када се није успео вратити на Хаваје, претпостављало се да је страдао на мору.
Упркос веровању Хаваја да је умро током експедиције сандаловине, постоје докази да је Боки био жив и здрав на Самои 1830. године. Према извештају Маркуеса из 1893, Бокијев брод је срушен 1830. године у близини Иве на самоанском острву Саваи, где је био под заставом амбициозног самоанског поглавице Малиетоа Ваинупа. Делегација хавајске амбасаде коју је краљ Калакауа послао на Самоу 1886. године сазнала је да се два пруска топа са Бокијевих бродова још увек могу наћи у селу Ива заједно са „многим његовим потомцима“.
Пре одласка, Боки је поверио управљање Оахуом својој супрузи, а потом и удовици Лилихи која је постала поглаварица Ваианаеа и гувернерка Оахуа, све док није покушала да свргне Каахумануа. Њен отац Хоапили ју је у последњи час наговорио, али је, ипак, разрешена дужности. Након што је Каахуману умрла 1832. године, Лилиха је описана која више не поштујући мисионарска правила.